# Кравцов (Ростовская область)
Кравцо́в — хутор в Дубовском районе Ростовской области.
Входит в состав Барабанщиковского сельского поселения.

## Население
| 1989 | 2002 | 2010 |
| ---- | ---- | ---- |
| 99   | ↘75  | ↘39  |

## География
На хуторе имеется одна улица: Железнодорожная.